# Dama di Warka
La Dama di Warka (dal nome del moderno villaggio di Warka situato vicino all'antica città di Uruk), conosciuta anche come la Signora di Uruk o Maschera di Warka, è una statua sumera ritrovata sul sito di Uruk. Si tratta di una delle prime rappresentazioni del volto umano, risalente al periodo di Gemdet Nasr circa 3100 a.C. Il volto femminile in marmo scolpito potrebbe essere una raffigurazione della dea Inanna. L'opera d'arte non ha paralleli nel periodo ed è unica nel suo genere. È esposta al Museo nazionale iracheno, recuperata intatta dopo il saccheggio del museo a seguito dell'invasione statunitense dell'Iraq del 2003.

## Descrizione
La Dama di Warka è unica in quanto è la prima rappresentazione accurata e realistica del volto umano. Tentativi precedenti, come la testa di Tell Brak, non erano anatomicamente accurati e presentavano nasi e orecchie sproporzionati. Alta 21,2 cm, la scultura era in origine molto probabilmente parte di una statua a grandezza naturale, probabilmente un idolo in legno dipinto, con le aree esposte della "pelle" (braccia, mani, piedi e, ovviamente, la testa) realizzate in marmo bianco, un materiale considerato molto raro a Sumer. La parte posteriore della testa potrebbe essere stata ricoperta di bitume, sotto ad uno strato di metallo colorato (con foglia d'oro o di rame). La parte posteriore della testa è piatta, con fori per il fissaggio con borchie di metallo dalla parrucca, che forse erano incise. Gli occhi e le sopracciglia scavate recano tracce di un'antica tarsia, forse realizzata con conchiglie e lapislazzuli: queste decorazioni, come altre, indicano che l'artefatto potrebbe essere una rappresentazione divina di grandissimo valore.
I buchi alle orecchie indicano che la testa una volta indossava gioielli. Anche parti delle sopracciglia e dei capelli erano enfatizzate con intarsi colorati.

## Scoperta
La Dama di Warka fu scoperta il 22 febbraio 1939 dalla spedizione dell'Istituto archeologico germanico, guidato dal dottor Arnold Nöldeke. L'Istituto effettuava una campagna di scavo nella città di Uruk, a sud della moderna Baghdad. La scultura è stata trovata nel quartiere Eanna (o Ianna) della città, così chiamato per i templi dedicati alla dea Inanna che vi si trovano.

## Furto e recupero
Durante il saccheggio del museo nazionale iracheno, fra il 10 e 12 aprile del 2003, mentre gli Stati Uniti stavano invadendo il paese, la scultura della Dama di Warka venne rubata insieme ad altri quaranta pezzi, tra cui il vaso di Uruk e la statua di Bassetki.
Lo sforzo per recuperare questi manufatti è stato guidato dal colonnello Matthew Bogdanos, che ha avviato un'indagine il 21 aprile successivo. Tuttavia, è stata l'812ª compagnia di polizia militare USAR di Orangeburg a recuperare la scultura poco prima di ottobre. A seguito di una soffiata, la polizia militare condusse un'incursione durante la quale vennero recuperati molti reperti archeologici rubati, ma non la Dama di Warka. Seguì però l'interrogatorio di un contadino, che ammise aver nascosto un'antichità, in questo caso la scultura mancante, sepolta nel retro della sua fattoria in una buca profonda 15 cm. La Dama di Warka era intatta e senza deterioramenti.

## Galleria d'immagini

Dama di Warka
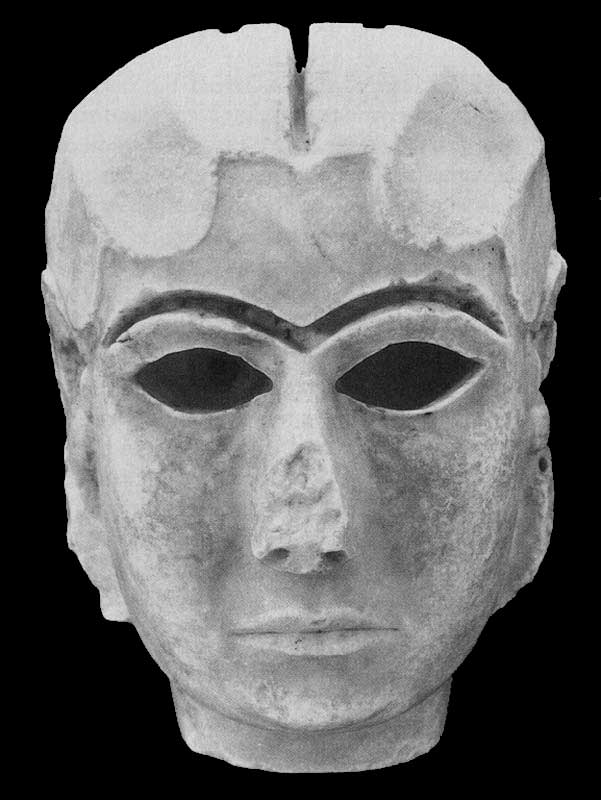
Vista di fronte
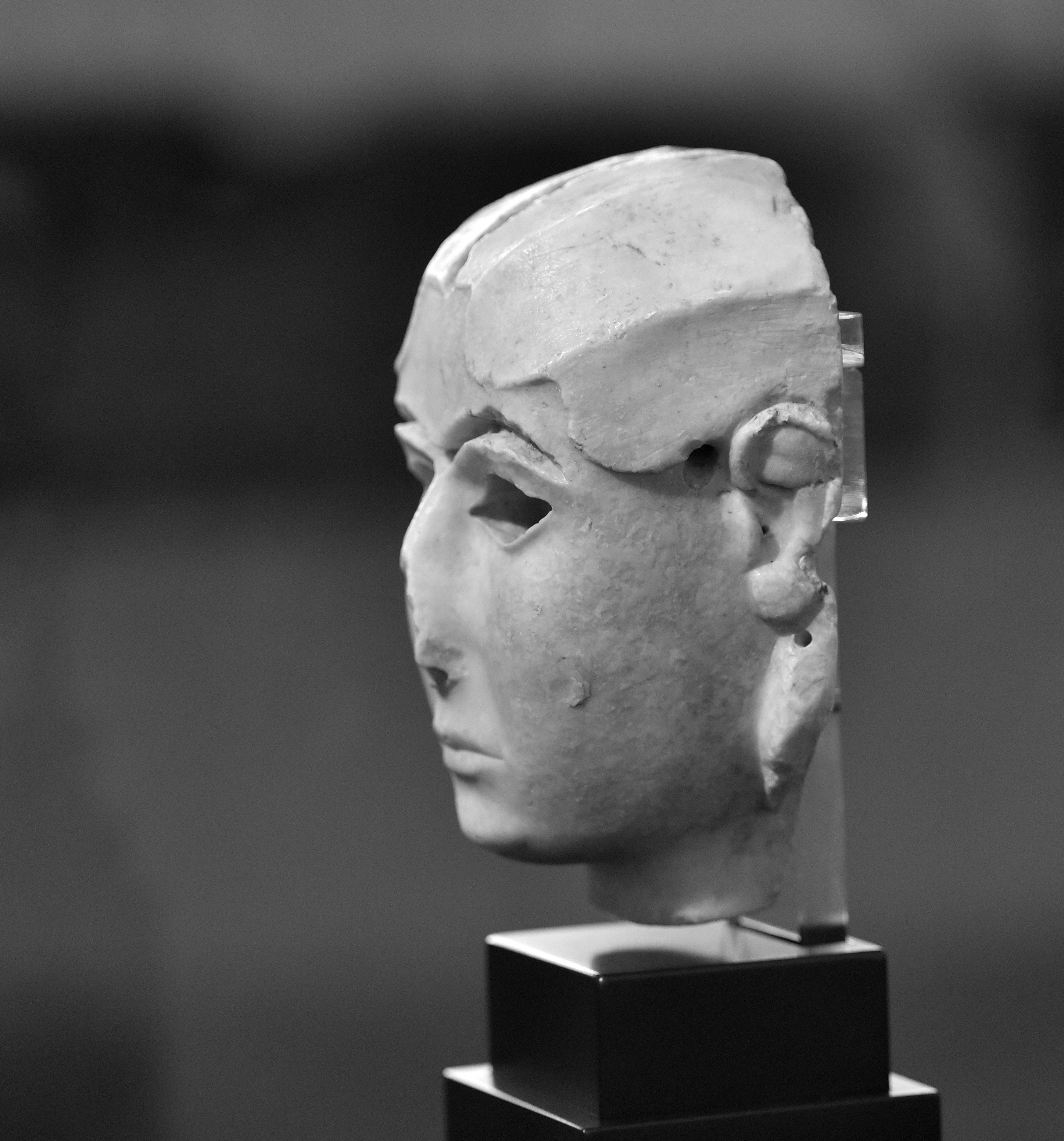
Profilo destro
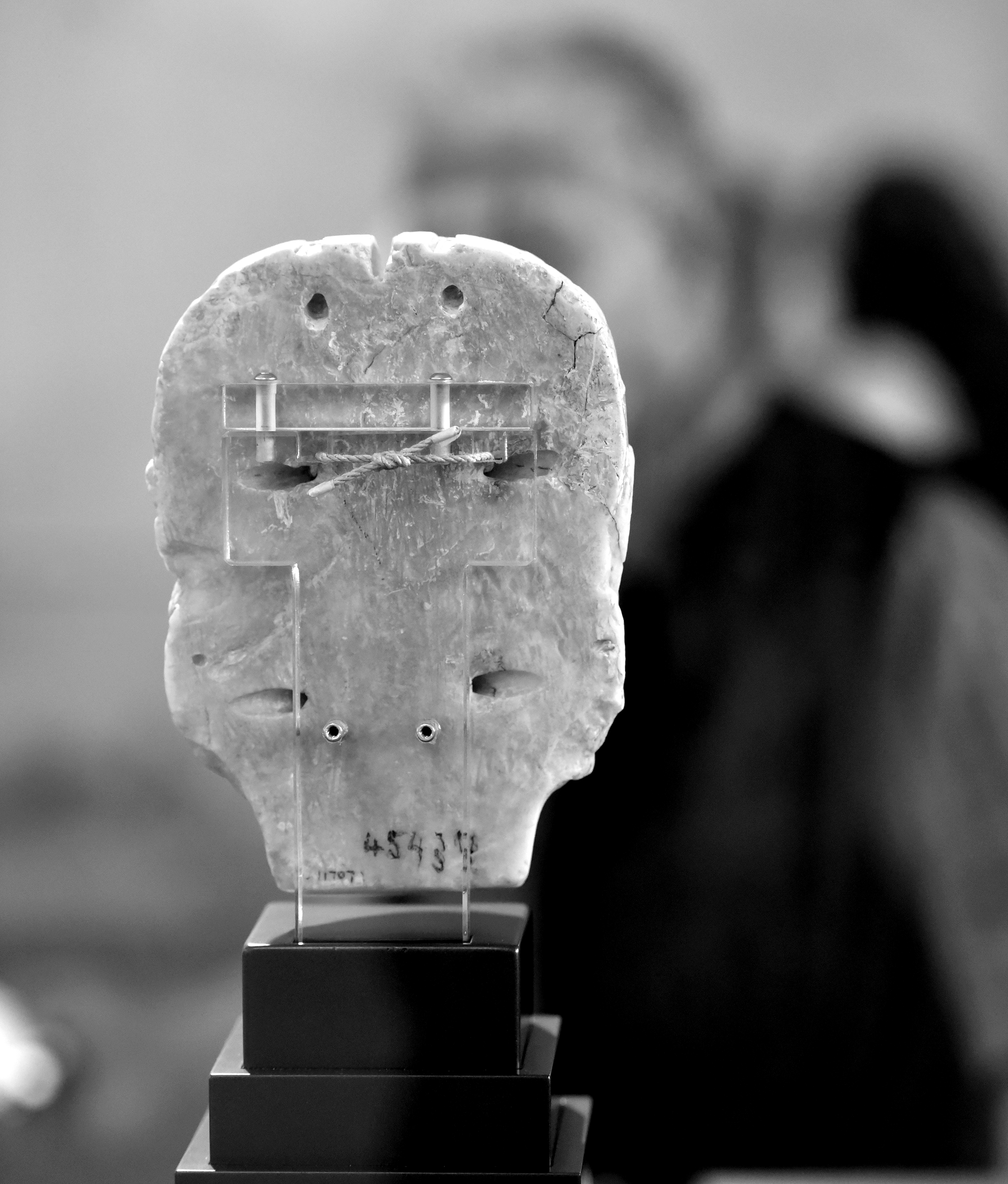
Vista posteriore
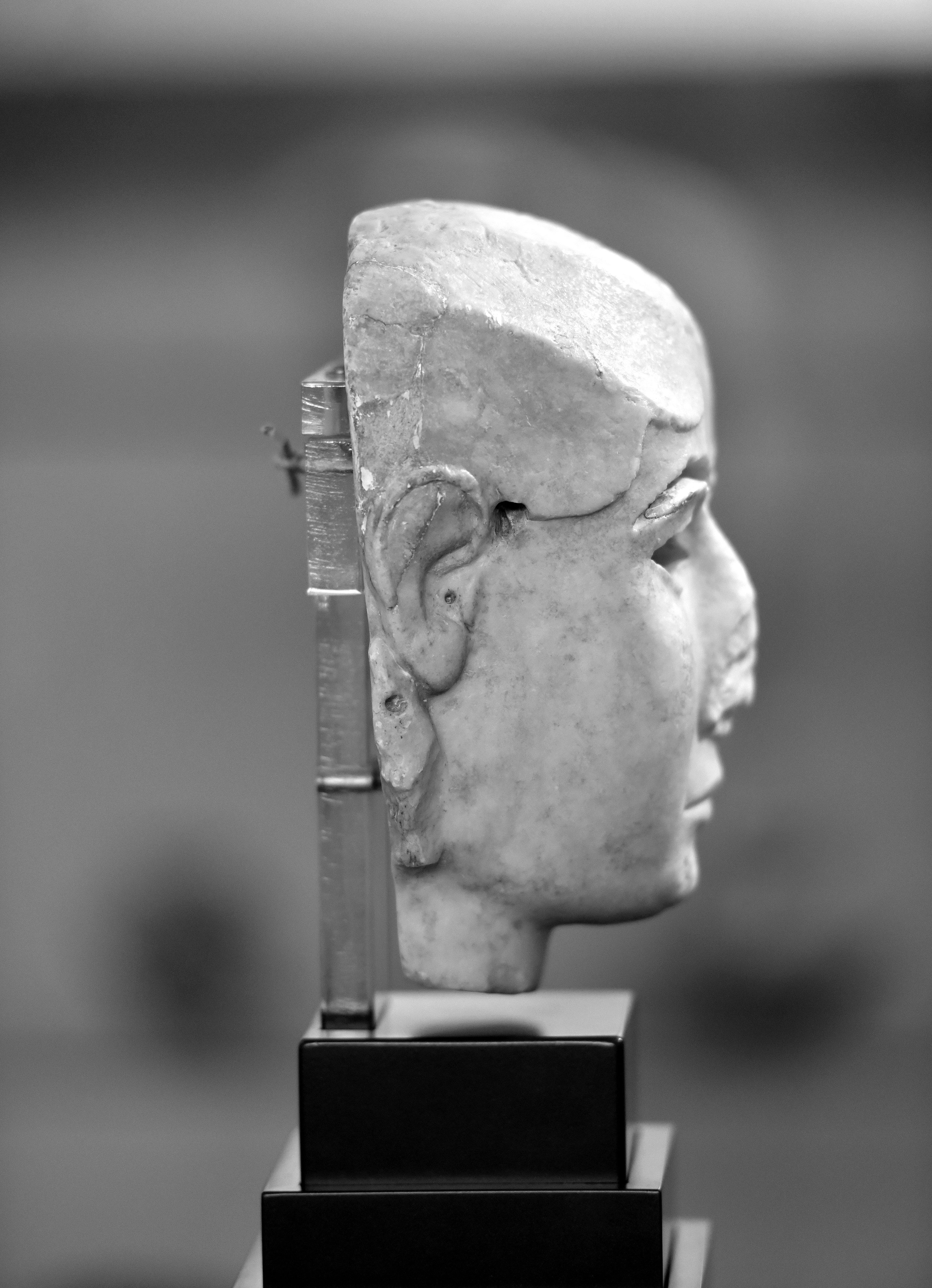
Profilo sinistro